# Siep Martens
Sibrand Karel (Siep) Martens (Den Haag, 1 maart 1930 – aldaar, 6 januari 2001) was president van de Hoge Raad der Nederlanden.
Martens studeerde Nederlands recht aan de Universiteit Leiden waarna hij in 1955 advocaat werd in Den Haag. In 1976 werd hij tot raadsheer in de Hoge Raad der Nederlanden benoemd; hij werd lid van de belastingkamer. In november 1987 volgde zijn benoeming tot vicepresident en op 1 oktober 1996 werd hij president van de Hoge Raad.
Martens was sinds 1983 ook lid van het Benelux-Gerechtshof; lidmaatschap van de Hoge Raad, Nederlands hoogste rechtscollege, is daarvoor vereist. Van 1992 tot 1995 was hij president van dat hof. Van 1988 tot 1996 was hij lid van het Europees Hof voor de Rechten van de Mens. Bekend werden de vaak scherpe dissenting opinions die Martens aan arresten van het Europees Hof hechtte; een bundeling daarvan met de titel Martens Dissenting werd hem bij zijn afscheid als president van de Hoge Raad aangeboden.
Bij het bereiken van de wettelijke leeftijdsgrens van 70 jaar trad Martens begin 2000 af. In april 2000 werd hij opgevolgd door Pim Haak. Nog geen jaar later overleed Martens.

## Burhoven Jaspers/De Kroon
Tijdens Martens' presidentschap gaf het arrest van de Hoge Raad d.d. 28 maart 1997, NJ 1997/581, m.nt. WMK (Burhoven Jaspers/De Kroon) de verliezende partij, N.C. Burhoven Jaspers, aanleiding tot klachten. Achtergrond van de zaak was de boedelscheiding na echtscheiding tussen Burhoven Jaspers en zijn ex-echtgenote, destijds gerechtsauditeur bij de Hoge Raad. Over de zaak werden in de Tweede Kamer vragen gesteld door het Kamerlid Hendriks, waarop de toenmalige minister van justitie, mevrouw Winnie Sorgdrager, telkens antwoordde dat van machinaties noch redelijk vermoeden van strafbare feiten was gebleken. Klachten die Burhoven Jaspers indiende bij de Europese Commissie voor de Rechten van de Mens werden niet-ontvankelijk verklaard. Burhoven Jaspers is nochtans ook nadien zijn kritiek wereldkundig blijven maken, onder meer in een interview in het Katholiek Nieuwsblad en zijn Openbaar antecedentenregister van de rechterlijke macht.